# James Mattis
James Norman Mattis (Pullman, 8 de setembro de 1950) é um general aposentado do Corpo de Fuzileiros Navais dos Estados Unidos que serviu como Secretário de Defesa do seu país de 2017 a 2019. Ele também serviu como chefe do Comando Central das forças armadas, sendo responsável pelas operações militares americanas no Oriente Médio, no norte da África e na Ásia Central, de agosto de 2010 até março de 2013 e Chefe do Comando das Forças Conjuntas dos Estados Unidos entre 2007 e 2010, ao mesmo tempo servindo como Comandante Aliado Supremo de Transformação da OTAN de 2007 a 2009. Mattis foi confirmado pelo Senado dos Estados Unidos para a posição de Secretário de Defesa, sendo empossado em 20 de janeiro de 2017, no gabinete do presidente Donald Trump. Jim Mattis renunciou o cargo em dezembro de 2018, citando desavenças com a administração Trump.

## Começo da vida
Jim Mattis nasceu em 8 de setembro de 1950, em Pullman, Washington, filho da canadense Lucille (Proulx) Mattis e do americano John West Mattis (1915–1988), um membro da marinha mercante. Seu pai se mudou para Richland, Washington, onde James viria a crescer num lar modesto. Ele se formou na escola em 1968 e se formou em história na Universidade Central de Washington em 1971. Em 1994, ele ganhou um M.A. em relações internacionais de segurança pelo National War College da Universidade de Defesa Nacional.

## Carreira militar

### Início
Mattis se alistou na reserva dos fuzileiros navais em 1969. Em 1972 ele se formou na academia da reserva, com o posto de segundo-tenente. Ficou conhecido por seu porte acadêmico, fazendo múltiplos cursos de aperfeiçoamento para oficiais. Em 1991, serviu pela primeira vez num teatro de operações ativo, comandando o 1º Batalhão do 7º Regimento de fuzileiros durante a Guerra do Golfo. Uma década mais tarde, como coronel, comandou o 7º Regimento na invasão do Afeganistão. Foi neste período que foi reconhecido por sua capacidade técnica e de liderança.
Em 2003, serviu durante a Invasão do Iraque, comandando a 1ª Divisão de Fuzileiros, com a posto de Major-General. Em novembro de 2004, fez parte da equipe que planejou a retomada da cidade de Faluja no que seria a Operação Fúria Fantasma. Ele serviu no Iraque até 2005.

### Comando Central

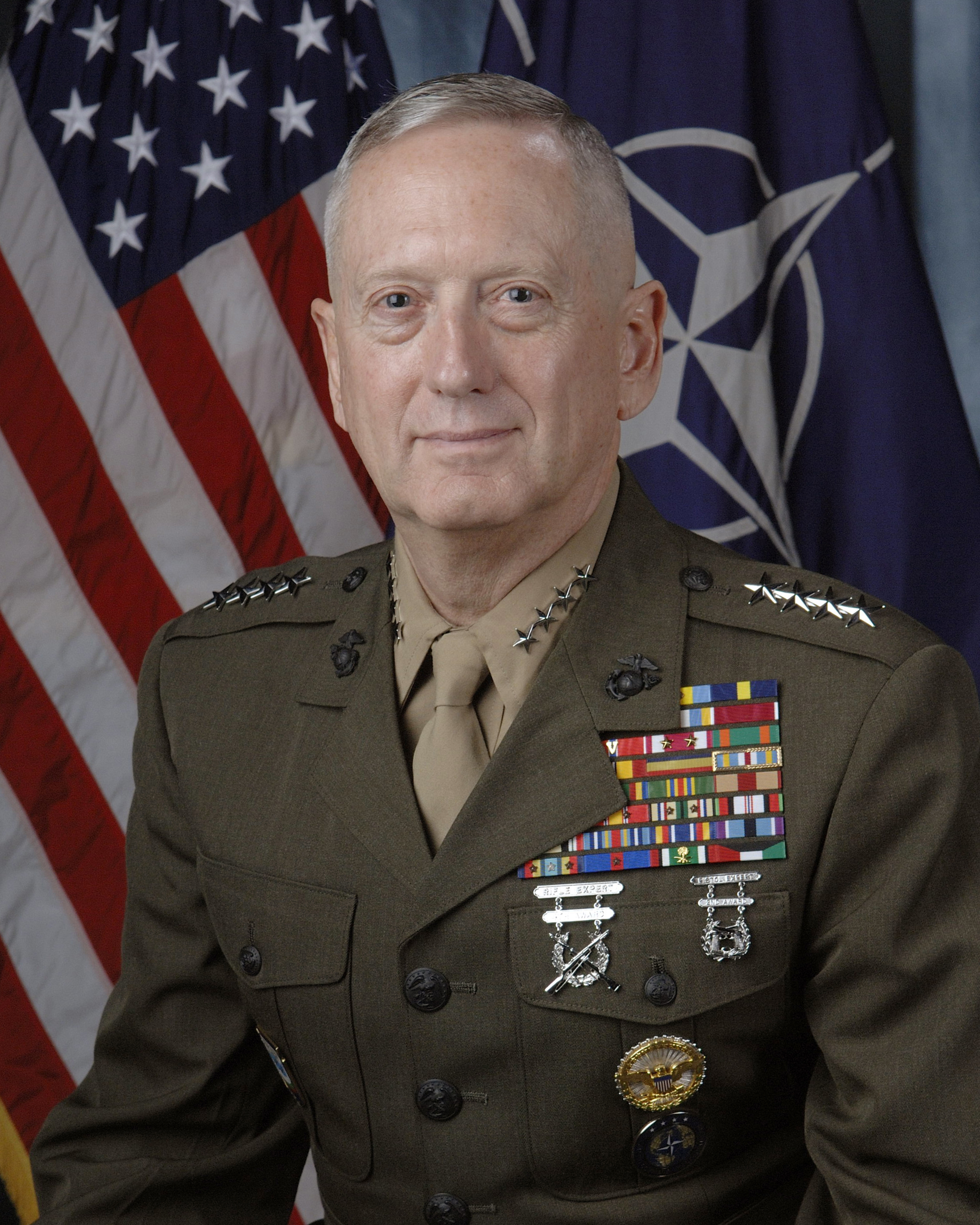
O general James N. Mattis, em 2007

No início de 2010, Mattis esteve na lista de possíveis sucessores de James T. Conway como Comandante dos Fuzileiros Navais dos Estados Unidos. Em julho, foi recomendado pelo então Secretário de Defesa Robert Gates à nomeação para substituir David Petraeus à frente do Comando Central dos Estados Unidos, sendo finalmente nomeado por Barack Obama em 21 de julho.
Sua confirmação pelo Senado marcou a primeira vez em que os Fuzileiros mantiveram membros como Comandante e Vice-comandante do Comando Unificado de Combatentes. Sua cerimônia de posse ocorreu em 11 de agosto na Base Aérea de MacDill, na Flórida.
Como chefe do Comando Central, Mattis supervisionou as campanhas militares no Iraque e no Afeganistão, sendo responsável pela região que inclui Síria, Irã e Iémen. De acordo com Leon Panetta, a Administração Obama não depositou muita confiança em Mattis ao percebê-lo muito ansioso por um confronto direto com o Irã.
James Mattis deu baixa do Corpo de Fuzileiros Navais em 2013.

## Secretário de Defesa (2017-2019)

### Nomeação
Em 20 de novembro de 2016, o então Presidente-eleito Donald Trump reuniu-se com Mattis para uma pequena audiência em Bedminster, Nova Jérsei. Posteriormente, publicou no Twitter: "O General James 'Mad Dog' Mattis, que têm sido cogitado para Secretário de Defesa, foi impressionante ontem. Um verdadeiro general de generais!" Em 1 de dezembro, Trump anunciou sua intenção em nomear Mattis ao Departamento de Defesa caso eleito presidente. Como Mattis era um recém-retirado de combate, sua nomeação necessitaria de uma aprovação pelo Ato de Segurança Nacional de 1947, o qual exige um hiato de sete anos entre a baixa do serviço militar e a ascensão a um cargo público. Mattis é o segundo Secretário de Defesa a receber esta exceção, o primeiro tendo sido George Marshall. Mattis foi confirmado no cargo por 98 votos contra 1 no Senado dos Estados Unidos em 20 de janeiro de 2017.

### Mandato
Logo nos primeiros dias de seu mandato como Secretário de Defesa, Mattis fez contato telefônico com o Príncipe-herdeiro Mohammad bin Salman da Arábia Saudita, na qual "reafirmou a importância dos laços que unem as relações entre as duas nações".

Mattis e o presidente Trump, em janeiro de 2017

Em sua primeira viagem internacional oficial, Mattis visitou a Coreia do Sul em 2 de fevereiro de 2017. Na ocasião, alertou a Coreia do Norte de que "qualquer ataque contra os Estados Unidos ou seus aliados será revidado", e que o uso de qualquer tipo de armamento nuclear seria respondido de forma "efetiva e conclusiva" pelo governo norte-americano. Em 31 de março, acompanhou seu homólogo britânico Michael Fallon em coletiva de imprensa, onde afirmou que a Coreia do Norte estava ingressando "em uma forma imprudente" e precisava ser freada. Durante uma reunião de imprensa no Pentágono em 26 de maio, Mattis declarou estar trabalhando com as Nações Unidas, China, Japão e Coreia do Sul para evitar "uma solução militar" com as questões envolvendo a Coreia do Norte. Em 3 de junho, Mattis voltou a criticar o governo norte-coreano, classificando-o como "um perigo claro e presente".
Em 22 de março, ao ser questionado pelo Senado, Mattis afirmou seu apoio à permanência de tropas americanas no Iraque após a Batalha de Mossul. Mattis respondeu às críticas de que o governo Trump havia perdido as regras de engajamento campanha militar quando os ataques aéreos em Mossul vitimaram civis. Mattis disse: "Nós buscamos fazer tudo humanamente possível para reduzir a perde de vidas ou sofrimento de inocentes".
Em 5 de abril, Mattis classificou o ataque químico de Khan Shaykhun como "ato hediondo" e afirmou que responderia desta maneira. Dias depois, o Secretário de Defesa alertou o governo sírio sobre o uso de armas químicas no futuro, afirmando que não seria esta uma boa opção. Em seguida, Mattis realizou sua primeira conferência de imprensa desde que assumiu o cargo, afirmando que a derrota do Estado Islâmico ainda era "sua prioridade" e que o governo sírio arcaria com um "preço muito alto" pela insistência no uso de armas químicas.

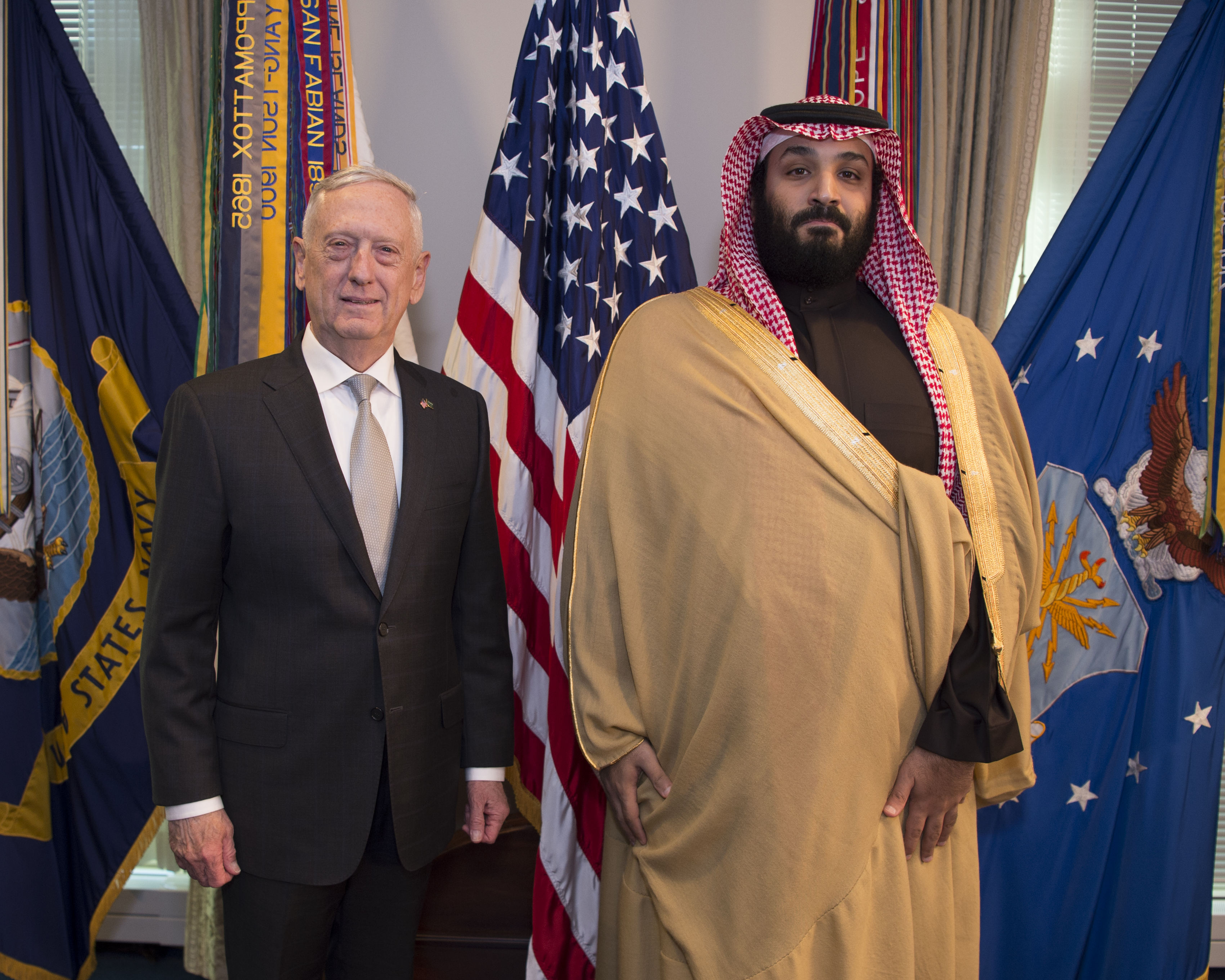
James Mattis com Mohammad bin Salman, príncipe da Arábia Saudita, em um encontro em Washington, em 2018,

Como Secretário de Defesa, Mattis afirmou que os Estados Unidos tinha um compromisso de defender e proteger seus aliados internacionais, como a Coreia do Sul. Ele se opunha a maior colaboração com a China e a Rússia, afirmando que estes países eram uma ameaça a "ordem mundial liderada pelos americanos". Mattis frequentemente batia de frente com o presidente Trump, discordando de muitas de suas políticas, como a retirada dos Estados Unidos do acordo nuclear iraniano e cortes no orçamento na área de monitoramento de mudanças climáticas.
A 19 de dezembro de 2018, Trump anunciou a retirada das tropas americanas da Síria, contrariando os conselhos do seu Gabinete de Segurança. Mattis acreditava que os Estados Unidos deveria manter uma presença militar no território sírio após a derrota do Estado Islâmico para garantir que a grupo terrorista não se reorganizasse. No dia seguinte, após falhar em tentar fazer o presidente reconsiderar sua decisão, Mattis anunciou sua renúncia. Ao anunciar sua saída, ele deixou uma carta para Trump, criticando a visão global do presidente, e elogiando a OTAN (uma organização que Trump muito criticava) e a coalizão internacional que derrotou o Estado Islâmico, a qual Trump estava abandonando. Mattis afirmou que era necessário "tratar os aliados com respeito e também ser claro - mirando países inimigos e competidores estratégicos", enfatizando que o país tinha que permanecer "resoluto e inequívoco" contra nações autoritárias, como a China e a Rússia. Ele escreveu que Trump "tinha o direito de ter um Secretário de Defesa cujas visões estavam melhor alinhadas com as dele nesses assuntos". A renuncia de Mattis causou alarde em aliados políticos e na oposição, que não gostaram da notícia. Na carta, Mattis anunciou que sua renuncia se tornaria efetiva a 28 de fevereiro de 2019, porém Trump anunciou que a saída do secretário fora antecipada para 1 de janeiro, após mostrar indignação com as críticas de Mattis às suas políticas. Em 2 de janeiro de 2019, o presidente Trump criticou a performance de Mattis como Secretário de Defesa e afirmou que, essencialmente, foi ele quem demitiu o secretário.